# 서부 사막 전역
서부 사막 전역 또는 사막 전쟁은 이집트 서부와 리비아 전체에서 일어난 2차 대전의 북아프리카 전역의 일부이다. 영국군이 크레타 전투, 그리스 공방전에서 독일군에서 패퇴한 후, 서부 사막 전역은 영국군에게 독일군을 공격할 수 있는 중요한 곳이었고 전쟁 효과에서도 중추적인 지역이었다. 아돌프 히틀러는 독일군과 소련군의 전쟁인 동부 전선에 집중하고 있었기 때문에, 독일군은 이 전역에서 큰 중요성을 발견하지 못했다. 1940년 이탈리아 군단의 이집트 침공으로 서부 사막 전역은 시작된다. 이탈리아 군단은 리비아에서 이집트를 방어하는 영국군과 충돌했는데, 이탈리아 군단은 보급품 문제로 영국군에 의해 반격당함으로써 이집트 정벌은 실패로 돌아갔다. 이 무렵 영국군은 몰타와 알렉산드리아 공항에서 이탈리아를 공습했고, 베니토 무솔리니는 아돌프 히틀러에게 독일군 기갑사단을 달라고 요청했다. 이에 따라 에르빈 롬멜이 북아프리카에 파견되었고, 1942년까지 영국군은 롬멜의 아프리카 군단에 의해 밀고 밀리는 공방전을 지속한다. 영국군은 이집트 국경까지 밀려났으나, 버나드 몽고메리의 등장으로 전세는 역전된다. 독일군은 제2차 엘 알라메인 전투에서 영국군에게 격파당하고, 리비아를 빼앗긴 후 튀니지까지 밀리게 된다.

## 배경

### 리비아

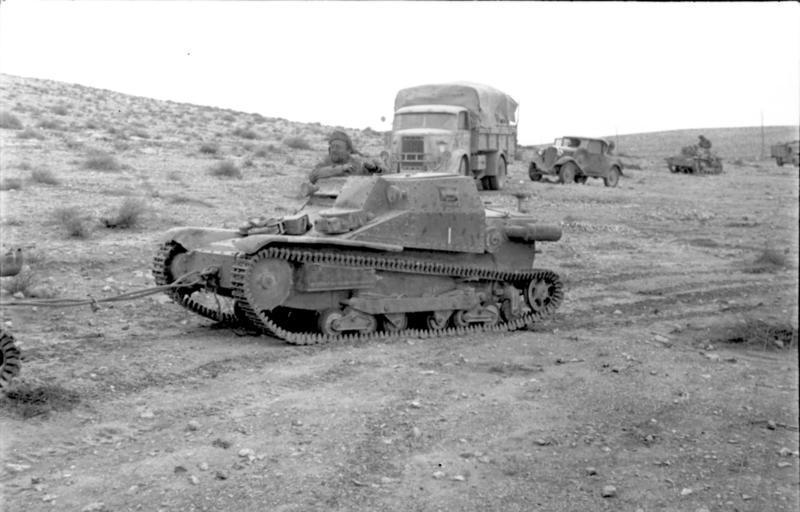
이탈리아군의 L3/33

키레나이카는 이탈리아-투르크 전쟁 이후 이탈리아 왕국의 식민지였다. 프랑스령 북아프리카의 일부인 튀니지와 서쪽으로 맞닿고 있었으며 동쪽으로는 영국령 이집트와 국경을 접하고 있었던 탓에 2차 세계 대전이 발발하자 이탈리아군은 북아프리카 최고 사령부를 통해 동서 양 국경을 지키고자 했다. 당시 북아프리카 최고 사령부는 이탈리아령 리비아의 총독이자 공군 장군이었던 이탈로 발보의 지휘 하에 있었다. 최고 사령부는 이탈로 가리볼디가 이끄는 이탈리아 제5군과 마리오 베르티가 이끄는 이탈리아 제10군을 보유하고 있었다. 이들은 1940년대 중반에 이들 군단은 13,000명 정도의 본국 사단 9개를 보유하고 있었다. 이들 중 3개는 블랙셔츠 사단이었고, 2개는 이탈리아령 리비아 식민지 사단이었다.
이탈리아 육군 사단은 1930년대 말기에 3개의 여단 각각이 2개의 여단으로 조직되었고, 예비군이 1939년 다시 창설되었으며 징집병의 일반적인 소집을 가능하게 했다, 사기는 높은 것으로 판단되었으며, 이탈리아 육군은 군사 작전을 최근에 경험한 적이 있었다. 1936년 에티오피아 제국 합병이 바로 그것이다. 이탈리아 해군은 파시스트 정권 하에서 운용되었고, 빠르고 잘 건조된, 그리고 잘 무장된 함대 및 잠수함대를 출범했는데, 이들의 문제점은 경험과 훈련이 부족했다. 공군은 1936년부터 전쟁을 준비했으나 1939년까지 침체되었고 영국군의 그것만큼 작전에서 오랫동안 높은 비율의 참여성을 보이지는 못했다. 8개의 사단을 보유한 이탈리아 제8군은 트리폴리타니아에 기지를 두었는데 이곳은 리비아의 서부 반쪽이었다. 한편 6개의 사단을 보유한 제10군은 리비아 동부인 키레나이카를 방어하며 전쟁이 선언되면 제1리비아 사단이 자라버브부터 시디 오마르까지의 국경선을 지키고, XXI 군단이 시디 오마르에서 바르디아와 토브룩을 지키는 것을 목표로 했다. XXII 군단은 토브룩 남서쪽으로 이동해 반격 병력으로 이용될 예정이었다.

## 같이 보기
- 제2차 세계 대전 기간 영국의 군사사